# تازه‌آباد نرکه
تازه‌آباد نرکه روستایی در دهستان املش جنوبی بخش مرکزی شهرستان املش استان گیلان ایران است.

## جمعیت
بر پایه سرشماری عمومی نفوس و مسکن در سال ۱۳۹۵ جمعیت این روستا ۷۹ نفر (۳۱خانوار) بوده‌است.